# Alto de la Triguera
El Alto de la Triguera es una montaña situada en el límite entre Cantabria y la provincia de León. Mide 1916 m s. n. m. La vía normal de ascenso es desde Fuente Dé, en el municipio cántabro de Camaleño.